# San Luis Gonzaga
San Luis Gonzaga är en ort i Mexiko.   Den ligger i kommunen Lagos de Moreno och delstaten Jalisco, i den centrala delen av landet, 400 km nordväst om huvudstaden Mexico City. San Luis Gonzaga ligger 2 014 meter över havet och antalet invånare är 182.
Terrängen runt San Luis Gonzaga är platt åt sydväst, men åt nordost är den kuperad. Runt San Luis Gonzaga är det ganska tätbefolkat, med 56 invånare per kvadratkilometer. Närmaste större samhälle är Palo Alto, 15,0 km norr om San Luis Gonzaga. Trakten runt San Luis Gonzaga består till största delen av jordbruksmark.